# Liste der Einträge im National Register of Historic Places im Grant County (West Virginia)
Diese Liste der Einträge im National Register of Historic Places im Grant County (West Virginia) enthält alle im Grant County, West Virginia in das National Register of Historic Places eingetragenen Gebäude, Bauwerke, Objekte, Stätten oder historischen Distrikte.
Diese Liste entspricht dem Bearbeitungsstand des National Park Service/National Register of Historic Places vom 27. September 2024.

## Legende
| NRHP | Historic Place |

## Aktuelle Einträge
| [ 2 ] | Name                         | Bild                         | Eintragsdatum                 | Lage | Ort          | Beschreibung |
| ----- | ---------------------------- | ---------------------------- | ----------------------------- | --- | ------------ | ------------ |
| 1     | Fairfax Stone Site           | weitere Bilder               | 26. Jan. 1970 ID-Nr. 70000653 | nördlich von William am Grenzverlauf von Grant, Preston und Tucker County 39° 11′ 42″ N, 79° 29′ 16″ W                                                 | William      |              |
| 2     | Gormania Presbyterian Church | Gormania Presbyterian Church | 7. Sep. 2005 ID-Nr. 05001008  | Mabis Ave., südlich der U.S. Route 50 in West Virginia 39° 17′ 40″ N, 79° 20′ 46″ W                                                                    | Gormania     |              |
| 3     | Grant County Courthouse      | Grant County Courthouse      | 26. Okt. 1979 ID-Nr. 79003306 | Virginia Avenue 38° 59′ 34,5″ N, 79° 7′ 15″ W | Petersburg   |              |
| 4     | Hermitage Motor Inn          | Hermitage Motor Inn          | 14. Jan. 1986 ID-Nr. 86000776 | Virginia Avenue 38° 59′ 35″ N, 79° 7′ 12″ W | Petersburg   |              |
| 5     | The Manor                    | The Manor                    | 18. Dez. 1975 ID-Nr. 75001886 | nördlich von Petersburg in der Nähe der West Virginia Route 42 39° 0′ 36″ N, 79° 7′ 40″ W                                                              | Petersburg   |              |
| 6     | Rohrbaugh Cabin              |                              | 3. Nov. 1993 ID-Nr. 93000490  | Smokehole Rd. (County Route 28/11), südlich der Straßenkreuzung der West Virginia Route 28 mit der West Virginia Route 55 38° 57′ 20″ N, 79° 14′ 31″ W | Petersburg   |              |
| 7     | Noah Snyder Farm             |                              | 10. Juni 1975 ID-Nr. 75001885 | südlich von Lahmansville an der County Route 5 39° 6′ 35″ N, 79° 5′ 56″ W                                                                              | Lahmansville |              |